# Albarkaram
Albarkaram est une localité et une commune rurale du Niger, département de Damagaram Takaya, région de Zinder.

## Géographie
La localité de Albarkaram est située à 34 km au sud-ouest du chef-lieu départemental Damagaram Takaya. 
|          | Ouamé      |                  |
| Ouamé    | Albarkaram | Damagaram Takaya |
| Dakoussa | Gaffati    |                  |

## Histoire
La commune rurale de Albarkaram instaurée en 2002, est issue du canton de Albarkaram. Depuis 2011, la commune est soustraite du département de Mirriah et appartient au département de Damagaram Takaya.

## Population
Lors du recensement général de 2012, la population communale est relevée à 17 619 habitants, dont 1 526 habitants pour la localité principale.

## Localités
La commune s'étend sur 29 villages et 51 hameaux à l'ouest du département de Damagaram Takaya.

## Services et infrastructures
- Centre de Santé Intégré (CSI) à Albarkaram et Kassama[5].
- Collège d'enseignement général (CEG) à Albarkaram et Kassama.
- Centre de formation des métiers (CFM) à Albarkaramet Kassama.